# Zgodovina Združenega kraljestva
Združeno kraljestvo je ime, ki je danes v splošni rabi za oznako države, ki leži na Britanskem otočju, vendar dolga zgodovina te države pojasnjuje, da so se na tem ozemlju vrstile razne upravne enote, praviloma države, in sicer:
- keltska plemena, med temi Briti (železna doba)
- Rimsko cesarstvo (od prvega do petega stoletja)
- kraljevine staroselcev (Anglov, Sasov in Jutov), ki so se priselili po odhodu Rimljanov; največje so bile Northumbria, Mercia, Wessex, Anglija, Essex, Sussex in Kent (do približno leta 927)
- Kraljevina Anglija (927 – 1707): Zadnjega anglosaškega kralja je porazil normanski vojvoda Viljem I. Osvajalec leta 1066. Leta 1295 so sklicali prvi parlament. V 14. in 15. stoletju so sledile vojne s Francijo in dinastični spopadi med Rdečo in Belo vrtnico. V 16. stoletju se je začela reformacija (ustanovitev anglikanske cerkve) in kolonialna ekspanzija. Po zmagi nad španskim ladjevjem  je Anglija leta 1588 postala prva svetovna pomorska sila. S sprejetjem zakona o uniji leta 1707 sta se Anglija in Škotska združili v Veliko Britanijo.
- Kraljevina Velika Britanija (1707 – 1801): V 18. stoletju je postala vodilna politična in gospodarska sila na svetu, vendar je v vojni s severnoameriškimi kolonijami (1775-1783) doživela poraz.
- Združeno kraljestvo Velike Britanije in Irske (1801 – 1922): Ob koncu 18. stoletja je država priključila Irsko in do prve svetovne vojne povečala kolonialni imperij. Iz prve svetovne vojne je izšla kot zmagovalka, vendar gospodarsko oslabljena, zato so nalogo svetovne velesile prevzele ZDA.
- Združeno kraljestvo Velike Britanije in Severne Irske (od 1922.): Po drugi svetovni vojni je kolonialni imperij dokončno razpadel, vendar je država še ohranila omejen vpliv prek Commonwealtha.

## Združeno kraljestvo v zadnjih dveh stoletjih
Iz pravnega vidika se Združeno kraljestvo Velike Britanije in Irske zaključi leta 1922, ko se je preimenovalo v Združeno kraljestvo Velike Britanije in Severne Irske. Kljub temu večina svetovnih medijev tega ne upošteva, češ da gre le za preimenovanje obstoječe države. V resnici je bila sprememba v imenu le posledica teritorialnih in političnih sprememb, pa tudi zaključek tisočletne verske vojne. To je razvidno iz sledečih dejstev:
- Nastala je nova država, to je Svobodna država Irska [1] (1922-1949), s statusom dominiona v Britanskem imperiju; današnja Republika Irska, njena naslednica po letu 1949, je ta status prekinila in izstopila iz Commonwealtha, v kolikor samostojna republika.
- Združeno kraljestvo se je skrčilo za ozemlja Svobodne države Irske, to je za 26 grofij, medtem ko je vključilo v svoj teritorij ostalih 5 irskih grofij, ki so pod imenom Severna Irska postale četrta komponenta Združenega kraljestva (skupaj z Anglijo, Walesom in Škotsko).
- Irski narod je bil dejansko razdeljen na dve enoti, od katerih je številčno manjša (a gospodarsko močnejša) skupina sprejela politično sodelovanje z narodi, ki so bili v teku stoletij njeni sovražniki; iz zgodovinskega stališča gre za začetek postopne asimilacije.[2]
- S teritorialno delitvijo Ircev je bila zaključena verska vojna med protestanti in katoliki, ki je trajala že stoletja, vendar so se okoliščine kmalu spet obnovile v sami Severni Irski pol stoletja pozneje. Polpretekla zgodovina, ki beleži nastanek IRE in poslednični razpust severnoirskega parlamenta [3] obnavlja sum, da je irska verska vojna bila le pretveza za politično nadoblast – tudi ob upoštevanju dejstva, da so se nesporazumi med katoliki in protestanti ostale Evrope že davno prej uredili. [4]